# 叙伊拉图尔
叙伊拉图尔（法語：Suilly-la-Tour，法語發音：[sɥiji la tuʁ]）是法国涅夫勒省的一个市镇，属于卢瓦尔河畔科讷库尔区。

## 地理
叙伊拉图尔（47°20'12"N, 3°3'57"E）面积36.91 平方千米，位于法国勃艮第-弗朗什-孔泰大區涅夫勒省，该省份为法国中部省份，北至约讷省，西北接卢瓦雷省，西接谢尔省，南至阿列省，东南接索恩-卢瓦尔省，东临科多尔省。
与叙伊拉图尔接壤的市镇（或旧市镇、城区）包括：诺安河畔圣马丹、维耶尔马奈、栋济、加尔希、圣科隆布德布瓦、诺安河畔圣康坦。

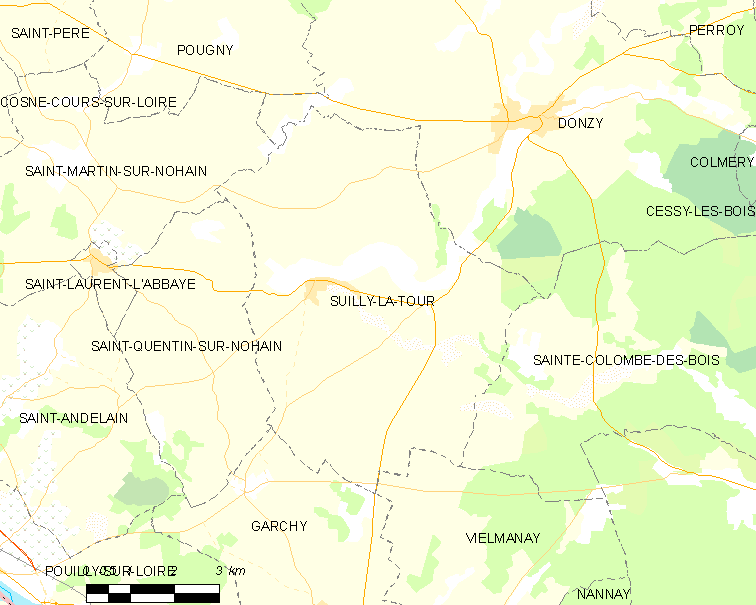
叙伊拉图尔的OSM定位图

叙伊拉图尔的时区为UTC+01:00、UTC+02:00（夏令时）。

## 行政
叙伊拉图尔的邮政编码为58150，INSEE市镇编码为58281。

## 政治
叙伊拉图尔所属的省级选区为卢瓦尔河畔普伊县。

## 人口

1962-2008年间叙伊拉图尔人口变化图示

叙伊拉图尔于2022年1月1日时的人口数量为575人。